# Croix de chemin de Saint-Pierre-Laval
La croix de chemin de Saint-Pierre-Laval est une croix située à Saint-Pierre-Laval, en France.

## Localisation
La croix est située sur la commune de Saint-Pierre-Laval, dans le département français de l'Allier.

## Historique
L'édifice est inscrit au titre des monuments historiques en 1925.